# 座杆

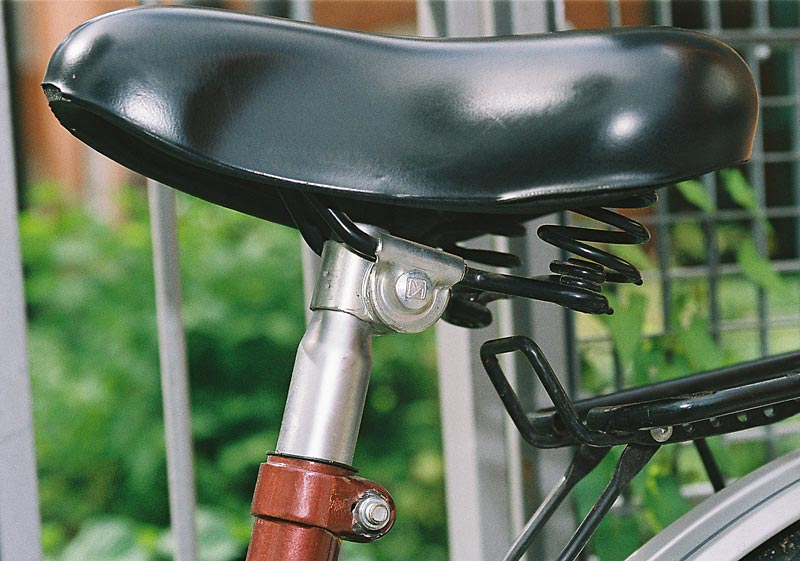
座杆（银色）將自行车坐垫與自行车车架（红色）連接在一起。

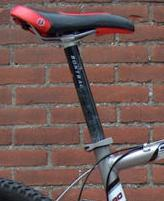
山地自行车上的座杆（黑色）。

座杆是安裝在自行车车架至自行车坐垫之間的一根管子。人們通常可以调节座杆的高度（管子的長度），并且通常座杆有最低高度和最高高度，座桿高度只能在這兩個極值當中調節。座管一般由钢、铝、钛、碳纖維強化聚合物等材料制成。